# Poduri (Maros megye)
Poduri falu Romániában, Maros megyében.

## Története
Mezőceked község része. A trianoni békeszerződésig Torda-Aranyos vármegye Marosludasi járásához tartozott.

## Népessége
2002-ben 131 lakosa volt, ebből 121 román, 9 cigány és 1 magyar nemzetiségű.

## Vallások
A falu lakóinak többsége ortodox hitű.